# Елизабет София фон Мекленбург
Елизабет София фон Мекленбург (на немски: Sophie Elisabeth, Herzogin zu Mecklenburg [-Güstrow]; * 20 август 1613, Гюстров; † 2 юли 1676, Люхов) е херцогиня от Мекленбург и чрез женитба херцогиня на Брауншвайг-Люнебург и княгиня на Брауншвайг-Волфенбютел. Тя е немска поетеса и композитор.

## Живот
Дъщеря е на херцог Йохан Албрехт II фон Мекленбург (1590 – 1636) и първата му съпруга Маргарета Елизабет (1584 – 1616), дъщеря на херцог Кристоф фон Мекленбург († 1592) и втората му съпруга Елизабет Шведска († 1597), дъщеря на крал Густав Васа.
Елизабет София се омъжва през 1635 г. на 21 години за 56-годишния Август II Млади фон Брауншвайг (1579 – 1666) от род Велфи, херцог на Брауншвайг и Люнебург и княз на Брауншвайг-Волфенбютел. Тя е третата му съпруга.
През 1638 г. Елизабет София се запознава в Дрезден с композитора Хайнрих Шюц и става негова ученичка. Тя компонира барокови игри с песни, пише стихотворения, драми, либретоси, дворцови маскаради.
Умира на 62-годишна възраст. Гробът ѝ се намира в църквата „Св. Мария“ във Волфенбютел.

## Деца
Елизабет София и Август II Млади имат три деца:
- Фердинанд Албрехт I (* 22 май 1636, † 23 април 1687)
- Мария Елизабет (* 7 януари 1638, † 15 февруари 1687), омъжена 1663 г. за херцог Адолф Вилхелм II фон Саксония-Айзенах (1632 – 1668); и 1676 г. за херцог Албрехт фон Саксония-Кобург (1648 – 1699)
- Христоф Франц (* 1 август 1639, † 8 декември 1639)